# Campeonato Mundial de Ginástica Rítmica de 1975
O VII Campeonato Mundial de Ginástica Rítmica transcorreu entre os dias 20 e 23 de novembro de 1975, na cidade de Madri, na Espanha.

## Eventos
- Grupos
- Individual geral
- Arco
- Bola
- Fita
- Maças

## Medalhistas
| Evento           | Ouro                                                                                  | Prata                                                                                    | Bronze                                  |
| Grupos           | Itália · (36,950)                                                                     | Japão · (36,600)                                                                         | Espanha · (36,050)                      |
| Individual geral | Carmen Rischer · Alemanha Ocidental · (37,100)                                        | Christiana Rosenberg · Alemanha Ocidental · (36,700)                                     | Maria Jesus Alegre · Espanha · (36,350) |
| Fita             | Carmen Rischer · Alemanha Ocidental · (18,950)                                        | Christiana Rosenberg · Alemanha Ocidental · (18,900)                                     | Begona Blasco · Espanha · (18,450)      |
| Arco             | Mitsuru Hiraguchi · Japão · (18,400) · Carmen Rischer · Alemanha Ocidental · (18,400) | nenhuma                                                                                  | Maria Jesus Alegre · Espanha · (18,250) |
| Maças            | Christiana Rosenberg · Alemanha Ocidental · (18,600)                                  | Carmen Rischer · Alemanha Ocidental · (18,500) · Maria Jesus Alegre · Espanha · (18,500) | nenhuma                                 |
| Bola             | Christiana Rosenberg · Alemanha Ocidental · (18,600)                                  | Carmen Rischer · Alemanha Ocidental · (18,300)                                           | Maria Jesus Alegre · Espanha · (18,250) |

## Quadro de medalhas
| Ordem | País               | Medalha de ouro | Medalha de prata | Medalha de bronze |    |
| ----- | ------------------ | --------------- | ---------------- | ----------------- | -- |
| 1     | Alemanha Ocidental | 5               | 4                |                   | 9  |
| 2     | Japão              | 1               | 1                |                   | 2  |
| 3     | Itália             | 1               |                  |                   | 1  |
| 4     | Espanha            |                 | 1                | 5                 | 6  |
| TOTAL | TOTAL              | 7               | 6                | 5                 | 18 |